# Robert Brown
Robert Brown (Montrose, 21. prosinca 1773. – London, 10. srpnja 1858.), škotski botaničar. Otkrio i imenovao staničnu jezgru u biljaka (1831.); opisao gibanje čestica u otopini, koje je po njemu nazvano Brownovo gibanje. Unaprijedio prirodnu klasifikaciju biljaka utvrdivši i odredivši nove porodice i rodove. Znatno je pridonio biljnom zemljopisu svojim izvornim djelom o flori Australije Preteča flore Nove Holandije (lat. Prodromus Florae Novae Hollandia, 1810.).

## Brownovo gibanje
Brownovo gibanje je nasumično gibanje čestica koje su mnogo veće nego atomi i obične molekule, ali premalene da bi bile vidljive golim okom u nekom fluidu, kao primjerice gibanje čestica dima u zraku ili peludnih čestica u vodi. Robert Brown otkrio je oko 1820. s pomoću mikroskopa da se čestice peluda raspršene u tekućini neprekidno nasumce gibaju amo-tamo. Ta je pojava po njemu nazvana Brownovo gibanje. Ona je izravan dokaz molekularno-kinetičke teorije. Prema toj teoriji molekule fluida neprestano se nasumce gibaju, udaraju u čestice koje se vide mikroskopom i potiskuju ih amo-tamo. Konačan rezultat sudara s molekulama fluida gibanje je čestice po izlomljenoj crti. Što su veće te čestice, manja je razlika između broja molekula koje su se sudarile s česticama s pojedinih strana i to se manje ističe njihovo Brownovo gibanje. Ono se i ne opaža za čestice dovoljno velike da se vide golim okom. Promjer čestica koje pokazuju intenzivno Brownovo gibanje je oko 10–7 do 10–6 metara, što je približno tisuću puta više od promjera molekula. Teoriju Brownova gibanja razvio je Albert Einstein 1905. Godine 1908. Jean Baptiste Perrin pokusom s pomoću Brownova gibanja odredio je vrijednost Avogadrovog broja i tim pokusima potvrdio atomsku građu tvari.